# Трушівська сільська рада
Трушівська́ сільська́ ра́да — адміністративно-територіальна одиниця та орган місцевого самоврядування в Чигиринському районі Черкаської області. Адміністративний центр — село Трушівці.

## Загальні відомості
- Населення ради: 1 346 осіб (станом на 2001 рік)

## Населені пункти
Сільській раді підпорядковані населені пункти:
- с. Трушівці

## Склад ради
Рада складається з 16 депутатів та голови.
- Голова ради: Вовкогон Анатолій Митрофанович
- Секретар ради: Федченко Анатолій Тимофійович

### Керівний склад попередніх скликань
| Прізвище, ім'я, по батькові    | Основні відомості                                                         | Дата обрання | Дата звільнення |
| ------------------------------ | ------------------------------------------------------------------------- | ------------ | --------------- |
| Козубенко Микола Олександрович | Сільський голова, 1951 року народження, член Української Народної Партії  | 26.03.2006   | 31.10.2010      |
| Вовкогон Анатолій Митрофанович | Сільський голова, 1966 року народження, освіта вища, член Партії регіонів | 31.10.2010   |                 |

Примітка: таблиця складена за даними сайту Верховної Ради України

### Депутати
За результатами місцевих виборів 2010 року депутатами ради стали:

#### За суб'єктами висування
| Суб'єкт висування | Кількість обраних депутатів | %    |
| ----------------- | --------------------------- | ---- |
| Партія регіонів   | 10                          | 62,5 |
| Самовисування     | 6                           | 37,5 |

#### За округами
| № округу        | Прізвище, ім'я, по батькові   | Дата визнання обраним | Освіта  | Партійна приналежність                                | Відомості про обраного депутата                       |
| --------------- | ----------------------------- | --------------------- | ------- | ----------------------------------------------------- | ----------------------------------------------------- |
| Партія регіонів |                               |                       |         |                                                       |                                                       |
| 3               | Панченко Анатолій Іванович    | 04.11.2010            | середня | позапартійний                                         | приватний підприємець                                 |
| 4               | Федченко Анатолій Тимофійович | 04.11.2010            | вища    | член Партії регіонів                                  | Трушівська сільська рада, землевпорядник              |
| 5               | Глущенко Оксана Іванівна      | 04.11.2010            | вища    | член Партії регіонів                                  | Трушівський НВК, вчитель                              |
| 8               | Філоненко Марія Павлівна      | 04.11.2010            | вища    | член Партії регіонів                                  | Чигиринська РО ТЧХ, медсестра                         |
| 9               | Лисай Ірина Олександрівна     | 04.11.2010            | вища    | член Партії регіонів                                  | Трушівський НВК, директор                             |
| 10              | Майстренко Василь Степанович  | 04.11.2010            | вища    | член Партії регіонів                                  | Трушівська сільська рада, головний бухгалтер          |
| 13              | Панченко Петро Михайлович     | 04.11.2010            | вища    | член Партії регіонів                                  | Трушівський НВК, вчитель                              |
| 14              | Пшенишний Ілля Максимович     | 04.11.2010            | середня | позапартійний                                         | пенсіонер                                             |
| 15              | Панченко Анатолій Іванович    | 04.11.2010            | середня | член Партії регіонів                                  | ТОВ «Зам'ятниця», завідувач переробним цехом          |
| 16              | Голубнича Катерина Семенівна  | 04.11.2010            | вища    | позапартійна                                          | Трушівська сільська рада, касир                       |
| Самовисування   |                               |                       |         |                                                       |                                                       |
| 1               | Філоненко Петро Охрімович     | 04.11.2010            | середня | член Соціалістичної партії України                    | пенсіонер                                             |
| 2               | Філоненко Микола Павлович     | 04.11.2010            | середня | член Соціал-демократичної партії України (об'єднаної) | ТОВ «Зам'ятниця», охоронець                           |
| 6               | Вдовенко Тетяна Іванівна      | 04.11.2010            | середня | член Партії регіонів                                  | Трушівський фельдшерсько-акушерський пункт, завідувач |
| 7               | Ціпов'яз Микола Іванович      | 04.11.2010            | середня | позапартійний                                         | тимчасово не працює                                   |
| 11              | Вдовенко Марія Іванівна       | 04.11.2010            | вища    | член Партії регіонів                                  | Дитсадок с. Трушівці, вихователь                      |
| 12              | Вдовенко Катерина Миколаївна  | 04.11.2010            | вища    | член Партії регіонів                                  | Боровицька дільнична лікарня, медсестра               |